# Fondazione Marianne Werefkin

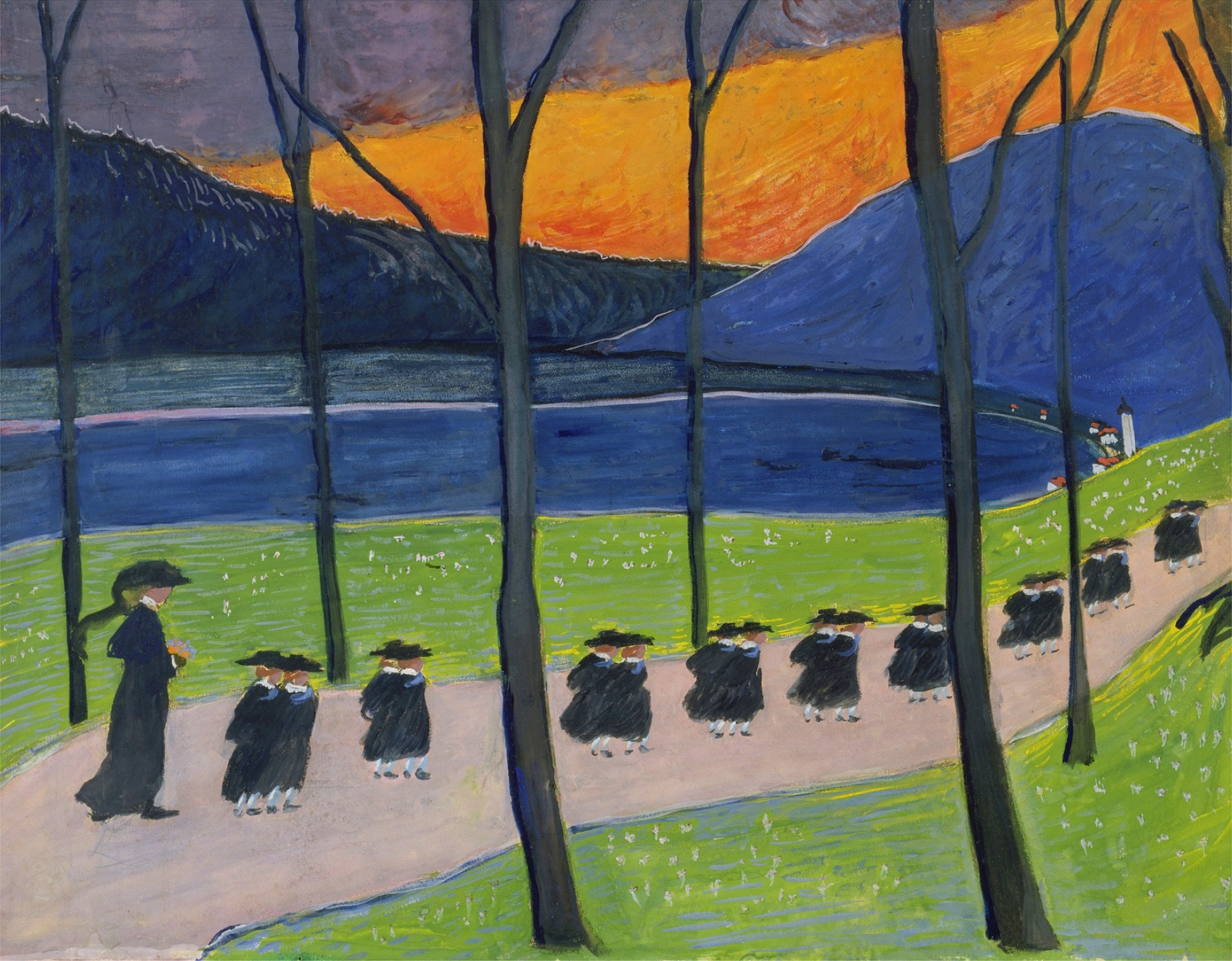
Marianne von Werefkin: Herbst (Schule), 1907, Fondazione Marianne Werefkin

Die Fondazione Marianne Werefkin (abgekürzt FMW) ist die Bezeichnung für den Nachlass der russischen Malerin Marianne von Werefkin.
Konstituiert mit Sitz in Ascona hat sich die Fondazione Marianne Werefkin im Jahr 1939, ein Jahr nach dem Tod der Künstlerin.
Durch Schenkungen umfasst die Fondazione Marianne Werefkin rund 100 Gemälde, 170 Skizzenbücher, Hunderte von Zeichnungen sowie schriftliche Dokumente.
Aufbewahrt und wissenschaftlich betreut wird die Sammlung im Museo comunale d’arte moderna in Ascona.

## Geschichte der Sammlung

### Die Gründung des Museo comunale di Ascona
Die Anfänge zur Werefkin-Stiftung, der Fondazione Marianne Werefkin, in Ascona gehen auf das Jahr 1922 zurück. Damals wurde am 19. März das „Museo comunale di Ascona“ eröffnet. Durch die Initiative des Malers Ernst Kempter (1891–1958) und der russischen Malerin Marianne von Werefkin war eine erste Kunstsammlung zusammengekommen. Alle in der Region lebenden Künstler waren aufgefordert worden, der Gemeinde ein Kunstwerk zu schenken. Diese Werke sollten die Basis der Museumssammlung bilden. Fast 50 Künstler kamen damals dem Aufruf nach. Unter ihnen auch Werefkin, die seit 1918 als mittel- und staatenlose Emigrantin in dem Fischerdörfchen am Lago Maggiore lebte. Idealistisch wie sie war, schenkte sie nicht nur fünf eigene Bilder, sondern auch Werke von Kollegen, eine Skizze von Cuno Amiet, Alexej Jawlenskys Bild Mystischer Kopf: Mädchenkopf, Paul Klees Bild Casa Rossa, und von Arthur Segal La Famiglia.
1924 nahm Werefkin nochmals auf die kulturellen Belange Asconas Einfluss, indem sie mit sechs weiteren Malern die Künstlervereinigung Der Große Bär , so benannt nach dem gleichnamigen Sternbild, gründete. Die Mitglieder der Gruppe waren Ernst Frick, Walter Helbig, Albert Kohler, Gordon Mallet McCouch, Otto Niemeyer-Holstein und Otto van Rees. „Der Große Bär“ hatte Bestand bis 1941. Unter diesem Namen stellten die Künstler in Zürich, Bern, Luzern, St. Gallen und 1928 in Berlin aus.
Ein knappes Jahr vor ihrem Tod wendete sich Werefkin sorgenvoll an ihren Zürcher Freund Diego Hagmann und sprach den „Wunsch aus, ihre in München eingestellten Bilder in die Schweiz zu bringen“, denn sie hatte von der Wanderausstellung Entartete Kunst gehört, die von den Nationalsozialisten in Deutschland initiiert worden war.
Kurz vor ihrem Tode entschloss sich Werefkin, ihren künstlerischen Nachlass, der sich zum Teil immer noch bei einer Spedition in München befand, ihrem Berliner Freund Ernst Alfred Aye (1878–1947) zu vererben. Das geht aus den Akten eines Rechtsstreites hervor. Demnach war es Aye noch 1937 gelungen, Werefkins Bilder aus dem Münchner Depot nach Berlin in seine Wohnung im Charlottenburger Schloss zu bringen.
Am 6. März 1938 starb Werefkin, die sich als Exil-Russin bisher mit einem Nansen-Pass ausgewiesen hatte und nie Schweizerin geworden war. Einem Bericht einer Freundin von Paul Klee und seiner Frau Lily über Werefkins Beerdigung am 8. Februar 1938 ist zu entnehmen, was man zu diesem Zeitpunkt über ihren Nachlass allgemein wusste: „Es gab eine feierliche Beerdigung. Der Bruder Pierre von Werefkin und die beiden Nichten [Maria und Anastasia von Werefkin] waren da, auch ihr Mäcen und Freund aus Zürich [Diego Hagmann] … Ihr künstlerischer Nachlass, den sie ihrem Freund Aye vermacht hat, wird von einem Zürcher Herrn [Fritz Stöckli (1903–1970)] geordnet und vielleicht zum Kauf angeboten …“ Werefkin hatte Aye zum Erben eingesetzt, damit er „im Alter sorgenlos leben könnte.“ Aye schenkte schon bald sein Werefkin-Erbe an Fritz Stöckli in Basel, ehe es von den Nazis entdeckt oder durch Bomben in Berlin zerstört werden konnte.

### Gründung der Stiftung
Schon kurz nach Werefkins Beerdigung trug man sich mit der Idee, ein Werefkin-Museum in der „Casa Perucchi“, in dem Zimmer, wo Werefkin zuletzt gewohnt hatte, einzurichten. Die Miete sollte „circa 500“ Franken pro Jahr betragen. Erst danach kam Stöckli, einer von Werefkins „Sieben Zwergen“, auf den Gedanken, eine Werefkin-Stiftung ins Leben zu rufen. Stöckli schrieb am 15. Mai 1938, er befasse sich „momentan mit der Redaktion der Stiftungsurkunde … deren Gründung nichts mehr im Wege steht.“
Am 6. Februar 1939 konstituierte sich eine FMW mit Sitz in Ascona, die, obwohl durch den Notar Attilio Zanolini in Locarno „formgerecht beurkundet, noch nicht ins Handelsregister eingetragen worden ist.“ Als Präsident der FMW wurde Fritz Stöckli ernannt. Dem Stiftungsrat gehörten als Beisitzer an: Peter von Werefkin (1861–1946) (Bruder von Marianne von Werefkin, Utena, Litauen, der ohne Rückfrage durch Rosetta Perucchi, Ascona, vertreten werden sollte), des Weiteren Bruno Weil (Zürich) und Anni Mueller-Gallmann (Lenzburg). Zweck der FMW war „das künstlerische Werk von Marianne von Werefkin zu bewahren und zu schützen“. Schon einen Monat später beabsichtigte Peter von Werefkin die Vertretung seines Beisitzeramtes im Stiftungsrat seiner Tochter Maria zu übertragen.
Als am 1. September 1939 der Zweite Weltkrieg ausbrach, ruhten zunächst die Aktivitäten der FMW nur scheinbar. Denn schon ein knappes Jahr später war ein „Werefkin-Museum“ in der „Casa Perucchi“ eingerichtet, das am Pfingst-Sonntag, den 12. Mai 1940 eröffnet wurde. Der Präsident der FMW ließ durch die Presse verbreiten: „Ein junger Freund Marianne v. Werefkins, Fritz Stöckli in Zürich, wurde Erbe ihres künstlerischen und literarischen Nachlasses.“  Als Exponate stellte er über 60 Bilder, 170 Skizzenbücher und 30 Tagebücher zur Verfügung. Der mit vier Fotos bebilderte Bericht über das 1940 eröffnete Museum in der Zeitschrift „SIE UND ER“ ist von hohem Interesse insbesondere auch für Alexej-von-Jawlensky-Forscher, denn eines der Fotos zeigt zwei Ölgemälde von Jawlensky, die heute eigentlich zum Bestand der FMW gehören müssten. Das eine ist ein Stillleben. Es trägt den Titel Bunte Blumen. Es ist signiert „A. Jawlensky“ und datiert „[19]15“. Bei dem anderen Gemälde handelt es sich um ein Porträt mit dem Titel Mädchen aus St. Prex, das „c. 1916“ datiert wird. Beide Bilder tauchen auffälligerweise nicht in den FMW-Inventarlisten von 1946 oder 1962 auf, dagegen wurden sie später mehrfach in der Schweiz, Deutschland, England und Amerika versteigert bzw. verkauft.
1942 fand in Zürich in der Galerie der Frau Chichio Haller eine Verkaufsausstellung statt. Angeboten wurden folgende Werefkin-Arbeiten: „Einige Dutzend ihrer Skizzenbücher“. und Gemälde u. a. Herbst/Schule, Jarnaskoje, die heute zu den Spitzenbildern der FMW gehören.
Aus dem Jahr 1946 stammt eine Liste der FMW, die 62 Werefkin-Gemälde aufführt, die zum Verkauf bestimmt waren. Dazu gehörte z. B. auch Die Landstrasse, eines der heutigen Vorzeigebilder der FMW. 31 Gemälde dieser Liste befinden sich heute nicht im Bestand der FMW.
Anlässlich Werefkins 10. Todestages veranstaltete der Kunstsalon Rohr, Neuengasse 28, in Bern eine Werefkin-Verkaufsausstellung mit einer „rund 50 Nummern zählenden Sammlung.“ Ob bzw. welche Bilder damals verkauft wurden, ist nicht bekannt.
Der damals staatenlose Neffe Werefkins, Alexander von Werefkin (1904–1982), ließ 1949 anwaltlich beim Präsidenten der FMW anfragen, welche Hinterlassenschaften seiner Tante sich wo befinden. Dieser versprach darauf seinem Rechtsanwalt Paul Jenny: „ein Verzeichnis des vorhanden [Kunstgutes] mit Angabe des Aufbewahrungsortes mit den übrigen Unterlagen zu übergeben.“ Als keine Reaktion erfolgte, beauftragten Alexander von Werefkin und Diego Hagmann gemeinsam im Februar 1951 wiederum Jenny bei den Stiftungsratsmitgliedern anzumahnen, dass die FMW immer „noch nicht in das Handelsregister eingetragen worden ist … Als weitere und wichtigste Sache besteht die Aufgabe, den gesamten künstlerischen Nachlass von Marianne von Werefkin zu inventarisieren … Jetzt sind diese Sachen irgendwo verstreut und niemand von Ihnen weiss, was noch vorhanden ist.“ Daraufhin erfolgte der Eintrag ins Handelsregister schon am 26. Mai 1951. Kurze Zeit später konnte Jenny vermelden: „Der Stiftungsrat wird nach den Sommerferien zusammentreten um … das Gesamtverzeichnis der vorhandenen Werke und ihres Aufbewahrungsortes zu verifizieren.“

### Verkäufe aus dem Nachlass
Mehr als 10 Jahre sollten vergehen, ehe das versprochene Verzeichnis erstellt wurde. Stattdessen wurden Verkaufsausstellungen arrangiert. 1955 fand eine solche wiederum in der Galerie Chichio Haller in Zürich statt. „47 Werke“ waren zu sehen, u. a. der Francesco Zyklus, Im Cafè, Der Tänzer Sacharoff und die Schlittschuhläufer. Glücklicherweise wurden diese Gemälde nicht verkauft, obwohl in einer Ausstellungsbesprechung zu lesen war: „es ist zu hoffen, dass auch unsere Museen sich einige Werke … sichern werden.“
Eine Ausstellung im Jahre 1958 mit dem Titel „Künstlerinnen aus vier Jahrhunderten“ der Zürcher Kunstgesellschaft im Helmhaus erregte den Argwohn von Hagmann, denn dort waren 9 Werefkin-Bilder der FMW, so bedeutende wie zum Beispiel Herbst/Schule, Stadt in Litauen (Vievis),Equipe de nuit oder Corpus Christi mit der Besitzerangabe „Sammlung F. Stöckli, Basel“ ausgestellt worden.
Darauf schrieb Hagmann an Clemens Weiler (1909–1982), erster Jawlensky-Biograph und Direktor vom Museum Wiesbaden, der die erste Einzelausstellung für Werefkin in seinem Museum ausrichtete: „An der Ausstellung im Helmhaus ist mir aufgefallen, dass die Bilder von Herrn Stöckli als ‚Sammlung Stöckli‘ aufgeführt wurden. Meines Wissens sind aber diese und andere Werefkinbilder nicht persönliches Eigentum von Stöckli.“ Hagmann wandte sich nur wenig später an Camillo Beretta, Advokat in Locarno, weil er vermutete „Stöckli verkaufe Bilder.“
Sein Versprechen von 1951, ein „Gesamtverzeichnis“ der Werefkin-Werke zu erstellen, kam Stöckli mit einer Liste vom 31. März 1962 nach. Sie enthält 86 Werke. 51 davon waren für den Verkauf bestimmt, mit einem Sternchen gekennzeichnet. 61 Bilder von den 86 der genannten Liste befinden sich heute in der FMW. Dazu zählte damals auch das sogen. Selbstbildnis II. Dieses Bild entging der Veräußerung nur dadurch, weil es nicht als ein Werk von Jawlensky erkannt wurde. Es handelt sich um sein Ölgemälde Die Werefkin im Profil, das Jawlensky um 1905 malte.
Nach Aushändigung des Verzeichnisses schweigen die Akten für drei Jahre. Zur weiteren Entwicklung in der FMW teilte Beretta 1965 Hagmann mit, „dass die ‚Fondazione Marianne von Werefkin‘ heute nur noch von einem ‚Curatore‘ (Vormund), Rechtsanwalt Leone Ressiga-Vacchini, verwaltet ist.“

### Wissenschaftliche Aufarbeitung
Zwei Jahre später, 1967, wurde der in eine FMW umgewandelte Nachlass der Öffentlichkeit in der „Casa Don Pietro Pancaldi“ in Ascona zugänglich gemacht. 1976 wurde Bernd Fäthke, Kustos am Museum Wiesbaden, vom Präsidenten der FMW, Roberto Simona, als Forschungsbeauftragter berufen zwecks „wissenschaftlicher Aufbereitung des künstlerischen Materials der Marianne Werefkin zur Publikation.“ 1980 arrangierte Fäthke die zweite Einzelausstellung für Werefkin im Museum Wiesbaden. In seinem Katalogbeitrag konnte er erstmals als Forschungsergebnis publizieren, dass Werefkin einen großen Einfluss auf die Künstlergruppe Der Blaue Reiter ausgeübt habe.
1988 publizierte Fäthke im Auftrag der FMW beim Prestel-Verlag die erste Monographie über Werefkin. Als Katalogbuch begleitete diese Publikation für zwei Jahre die erste Werefkin-Wanderausstellung. Ihre Stationen waren: Ascona, Monte Verità, Museo Comunale d’Arte Moderna, Centro Culturale Beato Berno (6. August – 23. Oktober 1988); München, Villa Stuck (10. November 1988 – 15. Januar 1998); Hannover, Kunstverein Hannover (29. April – 2. Juli 1989); Berlin, Haus am Waldsee (11. November 1989 – 7. Januar 1990); Bad Homburg, Sinclair-Haus, Altana AG (23. Januar – 25. März 1990); Hamburg, Batic Gesellschaft für Beteiligungen m.b.H. (5. April – 8. Juni 1990).
Im Auftrag der FMW publizierte Fäthke eine zweite Monographie über Werefkin, die 2001 im Hirmer-Verlag München erschien. 2008 verfasste Fäthke einen Aufsatz, der der Werefkin die künstlerische Überlegenheit im Vorfeld vom Blauen Reiter gegenüber Jawlensky, Wassily Kandinsky (1866–1944) und Gabriele Münter (1877–1962) sicherte.
Durch Schenkungen ist die Fondazione Marianne Werefkin heute auf fast 100 Gemälde angewachsen. Darüber hinaus besitzt sie 170 Skizzenbücher und Hunderte von Zeichnungen. Der schriftliche literarische Nachlass wird wohl noch für spätere Generationen ausreichend Material bieten zur Erforschung der Werefkin, „dieser klugen, genial begabten Frau“.